# Skyper

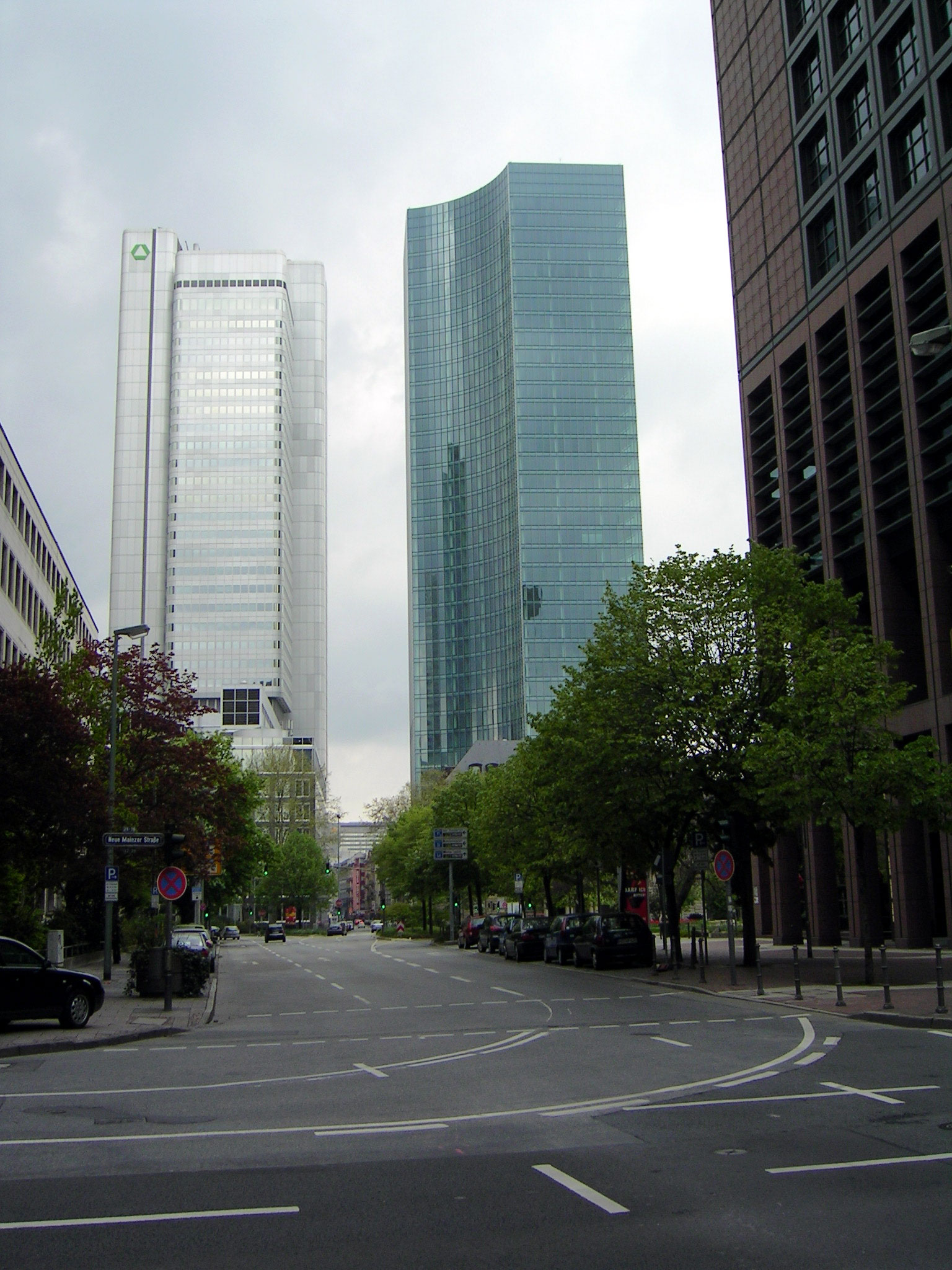
Le Skyper (à droite) et la Silver Tower (à gauche)

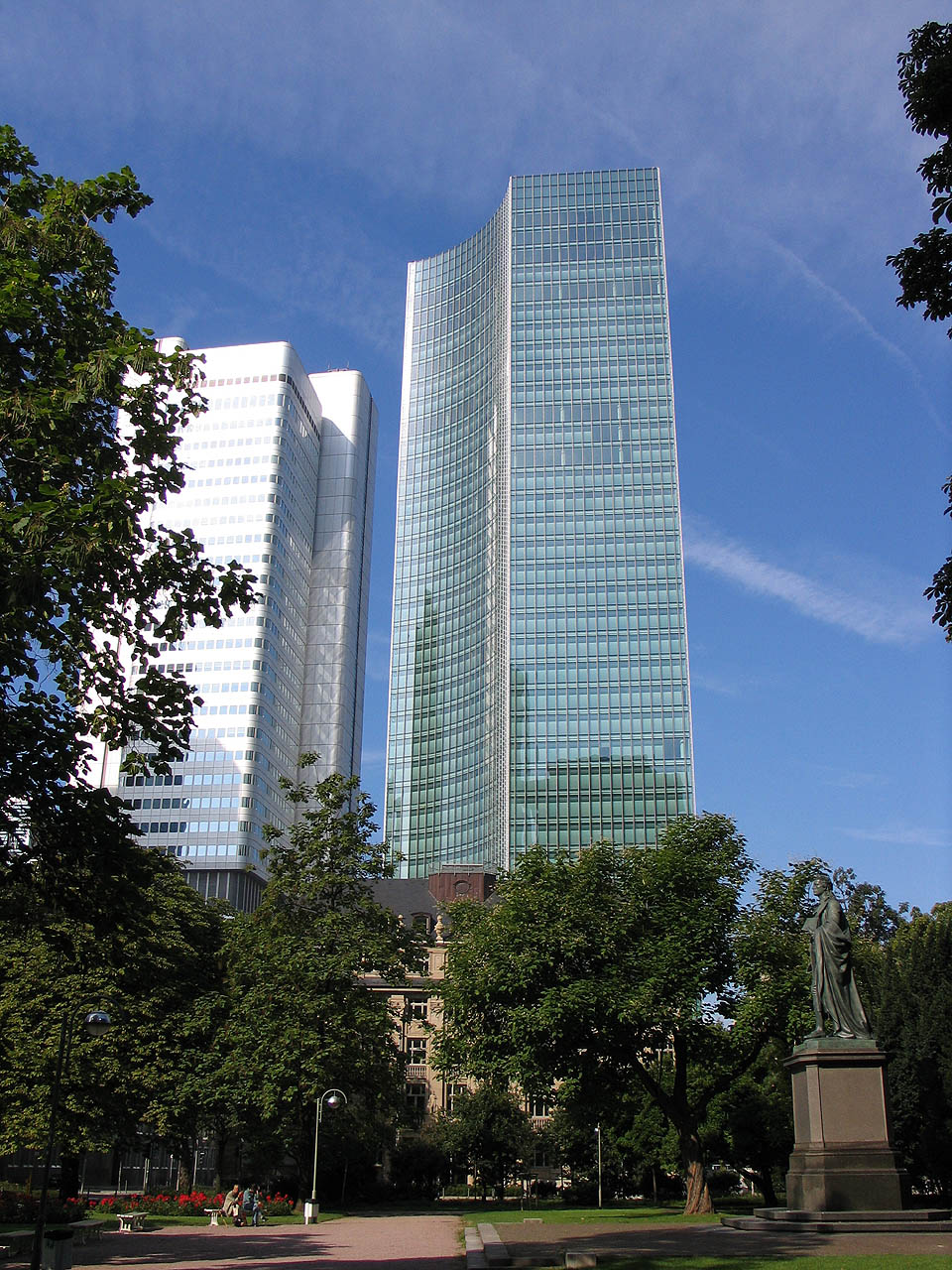
Le Skyper

Le Skyper est un gratte-ciel de bureaux situé dans la ville de Francfort-sur-le-Main, en Allemagne. 
Le bâtiment a ouvert en 2004. Il est haut de 154 m et possède 39 étages. La DekaBank est le locataire principal.